# دانيال لارسون
دانيال لارسون (بالسويدية: Daniel Larsson)‏ هو لاعب هوكي الجليد سويدي، ولد في 7 فبراير 1986 في Boden, Sweden ‏ في السويد.

## وصلات خارجية
- دانيال لارسون على موقع دوري الهوكي الوطني (الإنجليزية)
- دانيال لارسون على موقع EliteProspects.com (الإنجليزية)
- دانيال لارسون على موقع Eurohockey.com (الإنجليزية)
- دانيال لارسون على موقع HockeyDB.com (الإنجليزية)